# Depuração plasmática
Depuração plasmática é um conceito largamente aplicado no estudo de eliminação de substâncias do organismo, tanto exógenas  quanto endógenas.

## Introdução
Na fisiologia humana, a depuração plasmática (clearance em inglês), depuração plasmática renal ou depuração renal (quando se referindo à função dos rins), de uma substância é o inverso da constante de tempo que descreve sua taxa de remoção do sangue dividida por seu volume de distribuição (ou água corporal total). No caso da depuração renal, é uma relação que permite quantificar uma substância específica excretada na urina, em relação à quantidade devolvida à circulação sistêmica
É o termo adotado na medicina para designar a capacidade de retirada, pelos rins, de alguma substância da corrente sanguínea.
É expressa em termos do volume de fluxo sanguíneo arterial ou plasmático que contém a quantidade de substância retirada, por unidade de tempo. É medida em mililitros por minuto. Sua abreviatura é "C" (de Clearance), seguida de indicador da substância retirada, por exemplo, depuração de creatinina (Ccr)
Em outras palavras, o clearence é a medida de quanto volume de água corpórea se torna completamente livre da substância em uma dada unidade de tempo. Por exemplo, um clearence de 12ml/min indica que a cada minuto 12 mililitros de água corpórea não mais contém nenhuma quantidade da substância em questão.
Para outras substâncias que não são tão bem depuradas como a creatinina (substância endógena mais utilizada na clínica médica) ou inulina (substância exógena,utilizada em ensaios laboratoriais), pode-se usar o clearance fracional, que corresponde à razão entre o clearance da substância investigada e o clearance da creatinina ou inulina, considerados ideais (Cx/Ccr), dando um indicativo da porcentagem da substancia que é filtrada.

## O caso da leptina
{\displaystyle {\frac {\mathrm {d} }{\mathrm {d} t}}(LeptP*VB)=MC*Rsyn-TFG*C*LeptP.}
Onde: LeptP - leptina no plasma sanguíneo; 
MC - massa corporal; RSyn - produção de leptina pelo tecido adipose; 
TFG - Taxa de filtração glomerular; e 
C - Depuração plasmática. 
O conceito de depuração plasmática pode ser aplicado em situações de natureza variada. Tanto substâncias endógenas quanto exógenas podem ser modeladas com o conceito de depuração plasmática. A equação usada é um caso de equação diferencial ordinária. No exemplo, a leptina é um hormônio produzido por tecido adiposo branco e possui como função principal de sinalizar abundância ou falta de energia no corpo, controlando metabolismo e apetite.

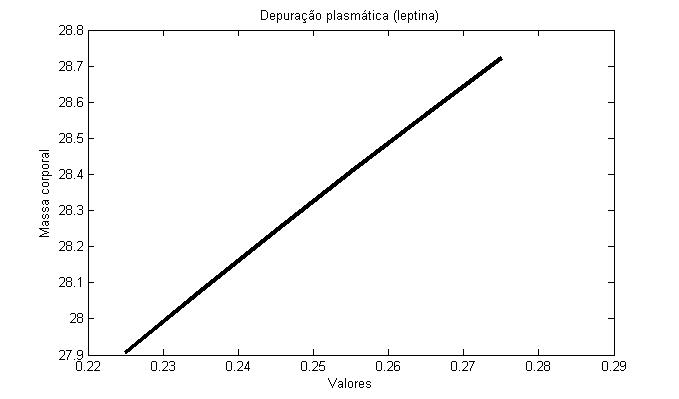
Variação da depuração plasmática no modelo da leptina. Quanto mais rápido a leptina for eliminada, maiores valores de depuração plasmática, maior será a tendência a ganhar massa.

## Modelo de um compartimento
Um dos modelos mais populares em farmacocinética é chamado de um compartimento. Usa-se uma equação diferencial de primeira ordem, dose subtraindo a eliminação.(, ). 

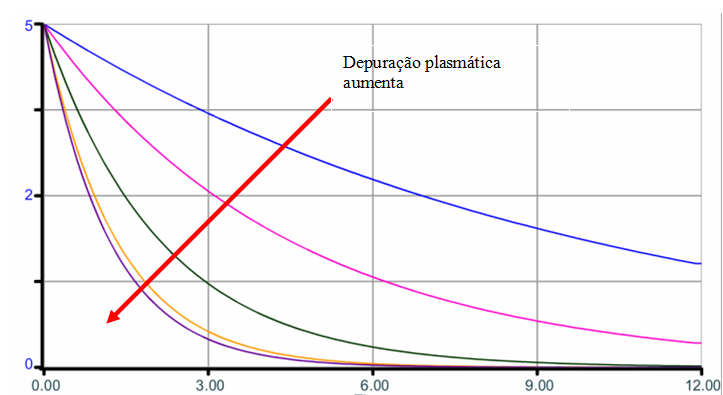
Estudo da depuração em um modelo de compartimento único, dose - eliminação = taxa de eliminação.